# 李麟昌
李麟昌（?—?），字功谱，廣東省廣州府香山縣榄镇人，清朝政治人物、同進士出身。
光緒二十四年（1898年），参加光緒戊戌科殿試，登進士三甲81名。同年五月，著交吏部掣签分发各省，以知县即用，授福建闽清县知县。